# Purisimeño

Mapa ukazující rozšíření čumašských jazyků, purisimeño je vlevo, vyznačeno oranžovou barvou.

Purisimeño  byl indiánský jazyk. Používal ho indiánský kmen Čumašů v jižní Kalifornii, v okolí města Lompoc (v  La Purisima Mission). Tento jazyk vymřel. Hlavním zdrojem informací o tomto jazyce je práce amerického lingvisty Johna Peabodyho Harringtona (1884–1961). Tímto jazykem se zabýval též americký ornitolog Henry Henshaw, který shromáždil slovní zásobu tohoto jazyka v práci La Purrissima or Kagimuswas (Purismeno Chumash). Později byl vytvořen také slovník.
Jazyk patřil do jazykové rodiny čumašské jazyky a do podrodiny jihočumašské jazyky (konkrétně do středních jihočumašských jazyků). Všechny jazyky z této rodiny už vymřely, poslední z nich začátkem 60. let 20. století. 